# Předčitatelka
Předčitatelka (v originále La Lectrice) je francouzský hraný film z roku 1988, který režíroval Michel Deville. Snímek měl světovou premiéru 17. srpna 1988.

## Děj
Constance je fascinovaná Marií, hrdinkou románu La lectrice, se kterou se ztotožňuje. Rozhodne se stejně jako ona číst osamělým lidem u nich doma. Po zadání inzerátu se seznámí s Éricem, handicapovaným teenagerem, a dalšími svými "klienty": zlomyslnou holčičkou, vdovou po generálovi, neurotickém generálním řediteli, který si nechá předčítat román Milenec od Marguerite Durasové, nebo vysloužilým soudcem, velkým obdivovatelem díla markýze de Sade.

## Obsazení
| Miou-Miou           | Constance                  |
| Régis Royer         | Éric                       |
| Maria Casarès       | vdova po generálovi        |
| Patrick Chesnais    | generální ředitel          |
| Pierre Dux          | úředník                    |
| Brigitte Catillon   | Sylvie, Éricova matka      |
| Marianne Denicourt  | Bella B.                   |
| Charlotte Farran    | Coralie                    |
| Clotilde de Bayser  | matka Coralie              |
| Jean-Luc Boutté     | policejní inspektor        |
| Simon Eine          | profesor v nemocnici       |
| Maria de Medeiros   | mlčenlivá zdravotní sestra |
| André Wilms         | muž na Rue Saint-Landry    |
| Bérangère Bonvoisin | Joëlova matka              |
| Christian Ruché     | partner Constance          |
| Sylvie Laporte      | Françoise                  |
| Léo Campion         | dědeček                    |
| Hito Jaulmes        | Éricův přítel              |
| Michel Raskine      | muž v kanceláři            |
| Isabelle Janier     | upovídaná zdravotní sestra |
| Sylvie Jean         | sekretářka v kanceláři     |
| Gabriel Barakian    | manžel Jocelyne            |
| Christian Blanc     | profesor Marie             |

## Ocenění
- César: nejlepší herec ve vedlejší roli (Patrick Chesnais); nominace v kategoriích nejlepší film, nejlepší režie (Michel Deville), nejlepší původní scénář nebo adaptace (Rosalinde Deville a Michel Deville), nejlepší herečka (Miou-Miou), nejlepší herečka ve vedlejší roli (Maria Casares), nejlepší výprava (Thierry Leproust), nejlepší střih (Raymonde Guyot), nejlepší filmový plakát (Benjamin Baltimore)
- Světový filmový festival v Montréalu: Grand Prix des Amériques (Michel Deville)
- Cena Louise Delluca